# Calanthe discolor
Calanthe discolor là một loài phong lan.

## Hình ảnh

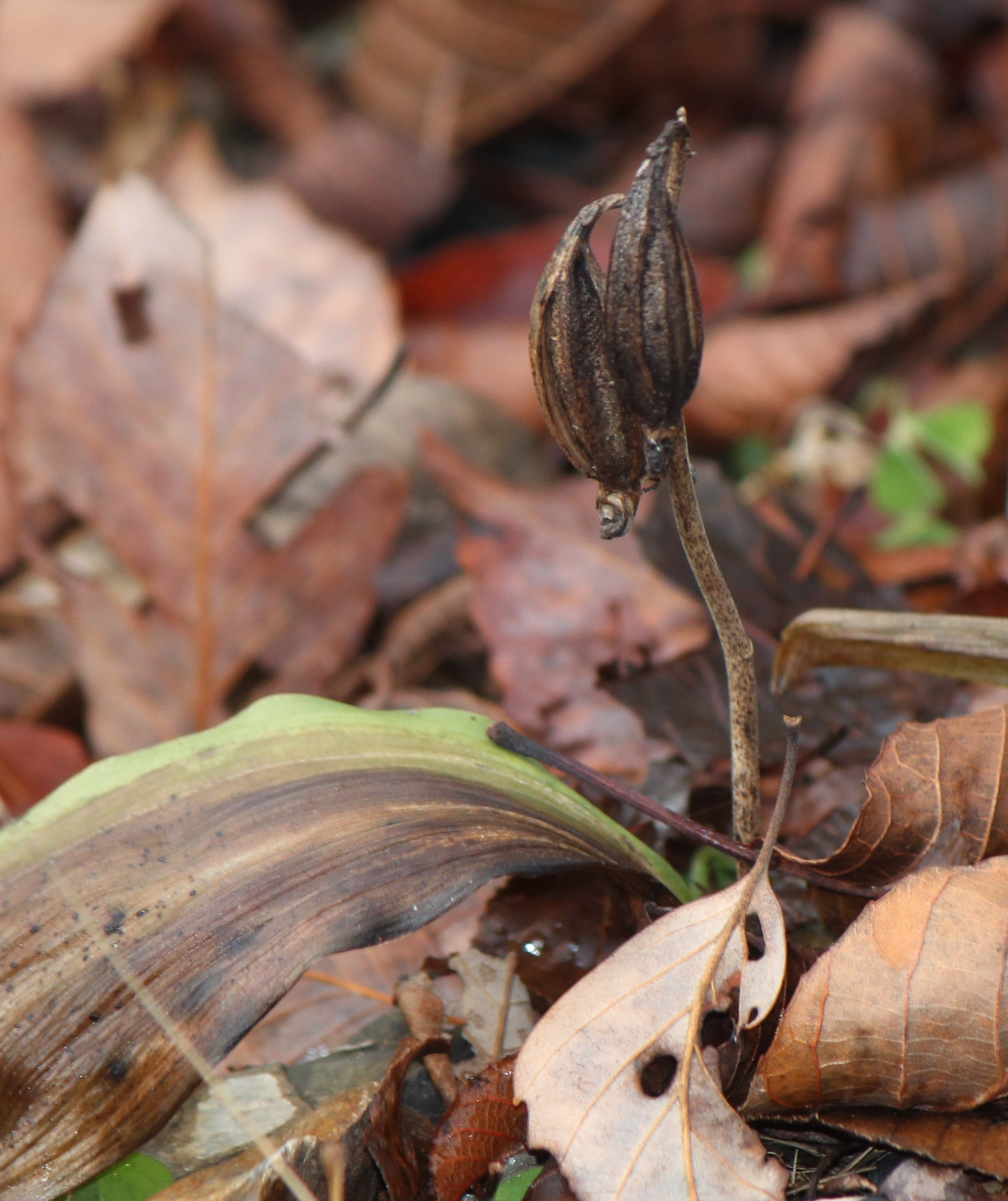
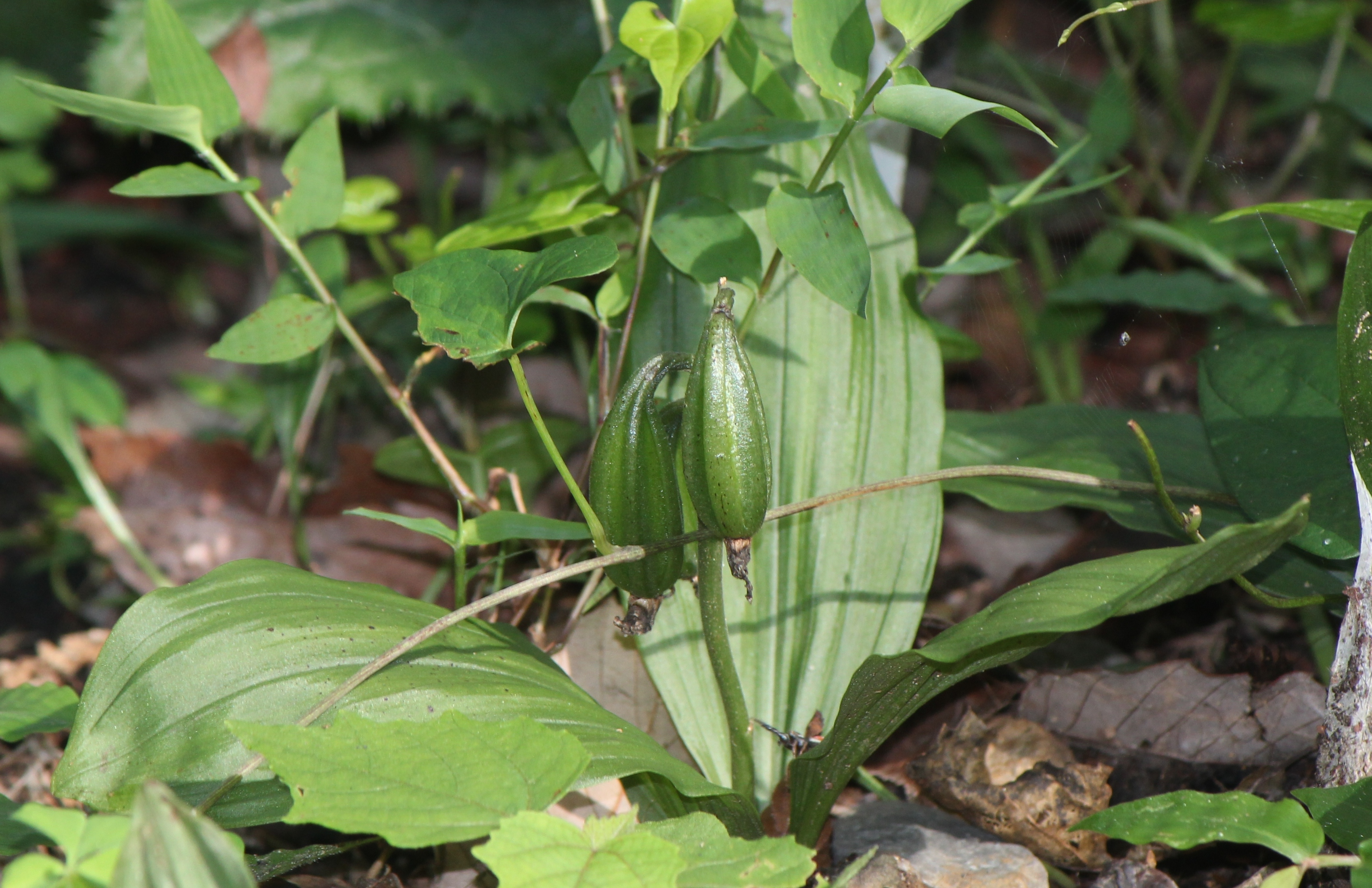
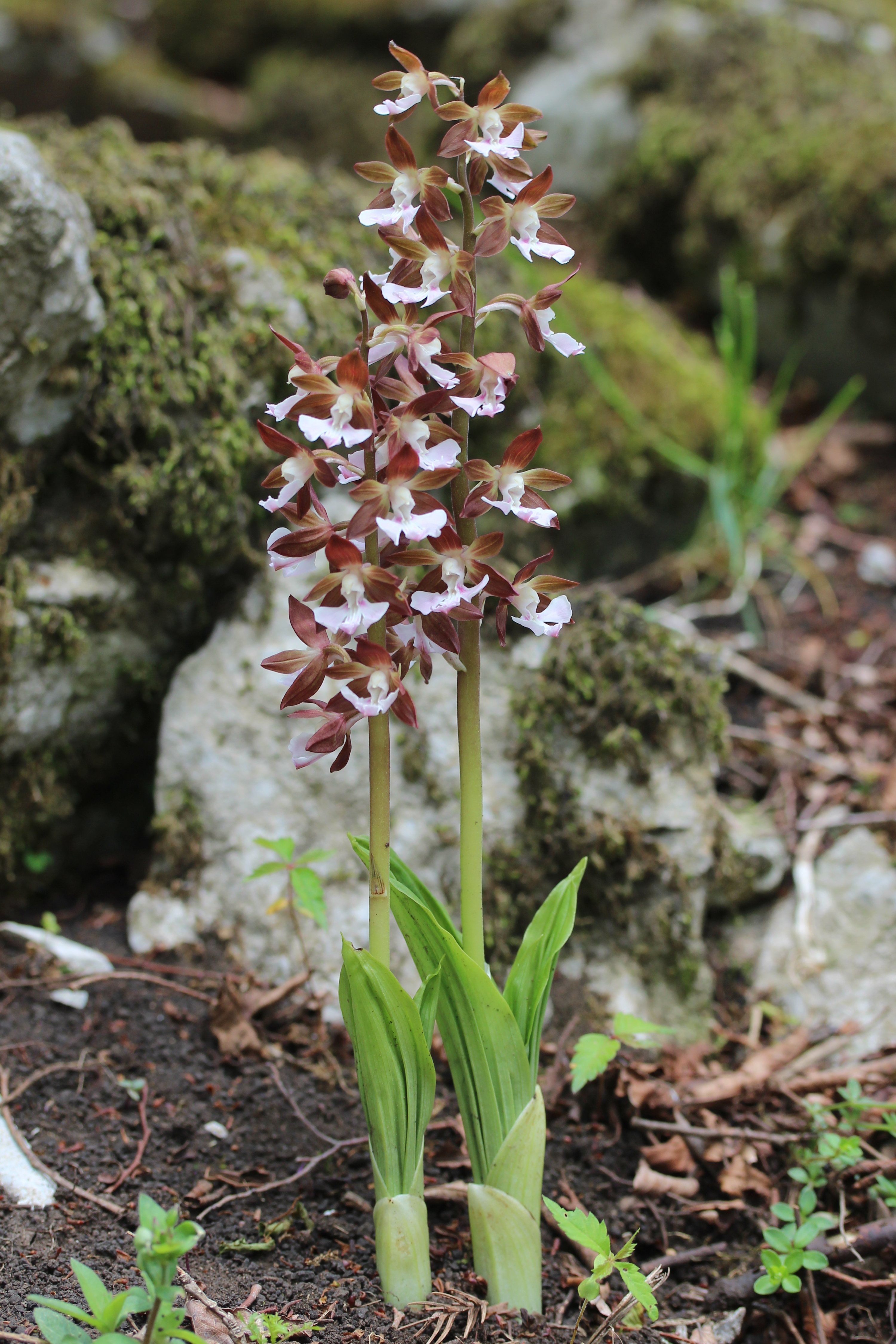
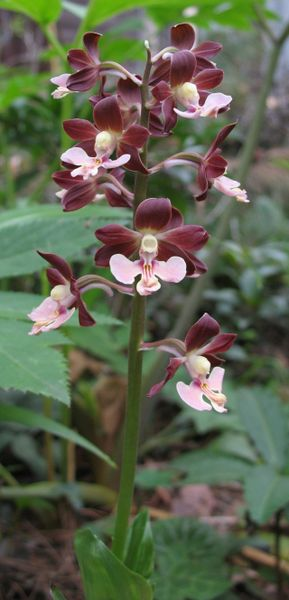